# سیارک ۱۶۰۵۱۲
سیارک ۱۶۰۵۱۲ (به انگلیسی: 160512 Franck-Hertz، نامگذاری:1990TE11) صد و شصت هزار و پانصد و دوازدهمین سیارک کشف شده‌است که در ۱۱ اکتبر ۱۹۹۰ کشف شد.